# If I Had a Hammer
If I Had a Hammer je folková píseň, kterou původně složili písničkáři Pete Seeger a Lee Hays a později ji nazpívalo mnoho různých zpěváků.
Českou verzi Kladivo se slovy Ivo Fischera nazpíval Waldemar Matuška v roce 1965. S prakticky stejným textem ji nazpívala a v roce 1996 vydala Ilona Csáková na albu Pink pod názvem Bylo by to krásný.
Píseň byla složena v roce 1949 k podpoře progresivismu a poprvé ji nahráli The Weavers, později v roce 1962 Peter, Paul and Mary a rok nato s velkým úspěchem Trini Lopez. Poté se stala slavnou a přebírali ji zpěváci po celém světě, například Rita Pavone v roce 1963 (Datemi un martello – „Dejte mi kladivo“), Leonard Nimoy ji vydal v roce 1968, a Victor Jara v roce 1969 (El Martillo – „Kladivo“).